# نوفل إلياس
نوفل بن غانم إلياس.
ولد في بانياس (ساحل سورية)، وتوفي في قبرص.
عاش في سورية ولبنان وقبرص، وكان دائم التردد بين سورية ولبنان.
تلقى تعليمه الأولي لسنة واحدة في مسقط رأسه، وسنة ثانية في مدرسة الفرير باللاذقية، واضطرته ظروف الحرب العالمية الأولى للنزوح إلى قرية البساتين
حيث أخذ العلم عن والده، وأخذ علوم اللغة العربية عن عمه، وبانتهاء الحرب استأنف دراسته في مدرسة الفرير بطرابلس (1919) ونال الشهادة الثانوية.
أتقن اللغتين العربية والفرنسية ونظم الشعر بكلتيهما، والتحق بالجامعة السورية ونال إجازة الحقوق (1935).
عمل بالمحاماة وافتتح مكتبين في سورية ولبنان، وتعرض للسجن (1940)، وفرضت عليه الإقامة الجبرية في صيدا مدة ستة شهور، نفي بعدها إلى فلسطين مدة سنتين ثم نفي إلى بيروت حتى نهاية الحرب العالمية الثانية (1945).
خاض انتخابات مجلس النواب منضمًا إلى حزب الشعب في حلب (1947) لكنه لم يحقق نجاحًا إلا في دورة (1954) حيث فاز بالنيابة عن محافظة اللاذقية.
شغل منصب قنصل سورية في الأرجنتين.
ترأس محفلي الأدب العربي والفرنسي.
الإنتاج الشعري